# Carmen Sàbat González
Carmen Sàbat González (Castelló de la Plana, 28 de setembre de 1904 — Castelló de la Plana, 18 de desembre de 2000), coneguda també amb el sobre nom de Carmencita Sàbat, va ser una actriu valenciana.
Començà la seua carrera artística amb la companyia amateur Linares Rivas. Aquesta agrupació teatral estava formada per un grup de joves castellonecs interessats en la sarsuela i el teatre que completaven el panorama teatral d'aficionats de la ciutat, on rivalitzaven amb «La Peña Teatral», dedicada exclusivament a sarsueles. Totes dues agrupacions aconseguiren importants èxits de públic i crítica. Segons la premsa local de l'època poques diferències interpretatives hi havia entre les companyies professionals que actuaven al Teatre Principal durant els anys vint del segle xx, quan hi actuaven de gira, i les agrupacions locals del moment.
Els primers papers de Carmencita foren de dama jove i des del principi captivà la crítica i el públic. Algunes de les comèdies i dels drames que representà la temporada 1924-1925 foren: Cobardías amb l'actor, escriptor i empresari teatral Diego Perona, Cristalina, La mujer desnuda, Cancionera, Como antes, mejor que antes, Mariana, La pecadora, Primorosa, Pepita Reyes, Franfort, La paviana, El nido, El conflicto de Mercedes, Raffles, etc.
La seua entrada al món professional es degué a la substitució d'una actriu que emmalaltí durant la seua estada a Castelló. Tothom recomanà Carmencita perquè interpretàs el paper de l'actriu malalta, i és així com feu el seu debut en una companyia professional, la Bové-Torner, on actuava també Juan Sánchez de qui s'enamorà Carmencita.
Quan la companyia hagué de continuar la gira amb Carmencita com a actriu titular, la família li negà el permís si no formalitzava la seua relació amb Juan Sánchez, així que es casaren abans d'eixir de Castelló, l'any 1927.
Després passà a formar part de la companyia Martí-Pierrà, en la qual representà el segon paper de protagonista en l'obra més emblemàtica dels anys trenta, Nuestra Natacha, d'Alejandro Casona. Aquesta obra tancà la temporada 1935-36, el 12 de juny, i inaugurà la temporada 1936-37, l'11 d'octubre, al Teatre Principal, anomenat aleshores Teatre Municipal de Castelló.
Carmencita s'havia convertit en una actriu professional bastant admirada i respectada en tots els llocs on actuava i desitjada per les companyies més conegudes de l'època de la zona, tant per les seues interpretacions com per la seua bellesa i simpatia.
A més de les companyies professionals esmentades, treballà també amb les de Gabi Ubilla, la temporada 1939-40 i amb la de Luisita Rodrigo, del 1940 al 1943. L'any 1944 es retirà per tenir cura de sa mare malalta que havia criat i educat el seu fill perquè ella seguís actuant, i ara decidia deixar la carrera d'actriu per tots dos.